# Herb okręgu uciańskiego

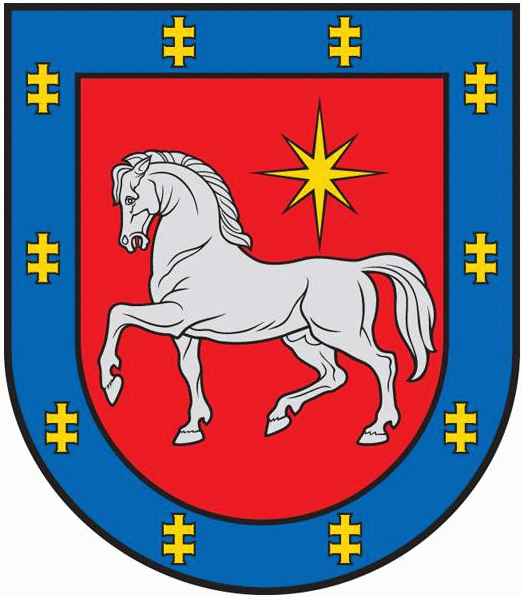
Herb okręgu uciańskiego

Herb okręgu uciańskiego przedstawia na tarczy o błękitnym obramowaniu usianym dziesięcioma złotymi podwójnymi krzyżami jagiellońskimi, w polu czerwonym srebrnego stąpającego konia i ośmiopromienną złotą gwiazdę nad nim.
Herb przyjęty 16 sierpnia 2004 roku.
Autor Rolandas Rimkunas.
Godła herbu pochodzą z herbu Uciany (gwiazda), koń z herbu Daugieli.